# Campionat britànic de trial 1987
La temporada de 1987 del Campionat britànic de trial fou la 38a edició d'aquest campionat, organitzat per l'ACU. El calendari oficial constava de 10 proves puntuables.

## Classificació final
| Posició | Pilot             | Motocicleta   | Punts |
| ------- | ----------------- | ------------- | ----- |
| 1       | Steve Saunders    | Fantic        | 135   |
| 2       | Tony Scarlett     | JCM           | 120   |
| 3       | Harold Crawford   | Yamaha        | 84    |
| 4       | Gerald Richardson | Yamaha        | 73    |
| 5       | Phil Alderson     | Yamaha        | 65    |
| 6       | Ian Weaterill     | Aprilia       | 31    |
| 7       | Rob Sartin        | Yamaha        | 28    |
| 8       | Marck Hicken      | Yamaha/Fantic | 19    |
| 9       | Jeremy Gregg      | Fantic        | 18    |
| 10      | Duncan Walmsley   | Yamaha/Beta   | 15    |